# Ракетний обстріл центрального ринку Грозного (1999)
Атака балістичними ракетами Грозного — хвиля російських ударів балістичними ракетами по столиці Чечні Грозному 21 жовтня 1999 року на початку Другої чеченської війни. Згідно з попередніми даними, під час нападу загинуло щонайменше 118 осіб, в основному цивільні особи, або щонайменше 137 загиблих безпосередньо за даними HALO Trust. Також постраждали сотні людей, багато з яких згодом померли.

## Напад
Перші повідомлення з регіону підозрювали використання ракет Scud (SS-1). Гіперзвукові ракети, яких за словами чеченських офіційних осіб було десять (інші джерела повідомляли менше), впали без попередження, оскільки чеченські системи ППО були знищені під час попередніх російських авіаударів. Вибухи пролунали близько 18:15 у кількох районах столиці, в основному в центрі міста, включаючи багатолюдний центральний відкритий ринок.
Дві ракети розірвалися біля єдиного діючого в місті пологового будинку, який знаходився біля будівлі президентського палацу Аслана Масхадова (сам палац не постраждав під час обстрілу), а також біля головпоштамту міста. Ще одна ракета влучила в мечеть в селищі Калініна, що в передмісті Грозного. За даними офіційних чеченських джерел, у лікарні померло близько 30–35 осіб; Кореспондент AFP нарахував 27 тіл, більшість з яких були жінками та новонародженими немовлятами. Більшість жертв страйку пошти, здається, були люди, які чекали громадський транспорт біля будівлі, оскільки в момент вибуху на зупинці стояло кілька автобусів. У мечеті Калініна загинули близько 41 людини, які зібралися на вечірню молитву.
Більшість жертв сталася на центральному ринку, який на момент нападу був заповнений сотнями покупців. Жертвами були не тільки чеченці, але й багато етнічних росіян та інших. Дощ із великих кулеподібних осколків від розривів касетних боєприпасів обсипав ринок, прилеглі вулиці та кав’ярні під відкритим небом, причому кожен вибух охоплював велику територію. Згідно з розслідуванням Human Rights Watch, перший вибух прогримів у будівлі приблизно за 50 ярдів (46 м) на північний схід від базару на розі центральних вулиць міста Проспекту Свободи та Миру та примикає до міського автобуса, який потрапив у затор. Однак більшість смертей на базарі припали на другий і третій вибухи, які сталися в радіусі 100 ярдів один від одного в районі центрального базару, "біля квітів і кондитерських кіосків". Як повідомляє кореспондент Радіо Вільна Європа/Радіо Свобода Андрій Бабицький, найбільше постраждав так званий колгоспний сектор ринку, розташований біля будівлі чеченського військового штабу. Репортер Reuters Марія Ейсмонт нарахувала щонайменше 90 тіл на місці, тоді як місцевий кореспондент AFP сказав, що він був свідком 17 трупів, знайдених на ринку. Через деякий час інша ракета впала приблизно за 200 метрів від базару, забравши життя Супіана Епендієва, першого журналіста, який загинув під час висвітлення Другої чеченської війни.

### Наслідки
Багато постраждалих від вибухів були доставлені в центральну лікарню Грозного, де лікарі оперували без електрики. Кілька із сотень поранених, близько 100 з них у критичному стані, були негайно евакуйовані через кордон до сусідньої республіки Інгушетія тієї ж ночі. Інших перевезли через один-два дні, а машини швидкої допомоги зіткнулися з тривалими затримками на блокпостах, коли російські війська намагалися перекрити кордон. Ці напади викликали широку паніку в Грозному, і нова хвиля тисяч біженців попрямувала до Інгушетії. Понад 177 000 біженців уже втекли від боїв. Росія закрила кордон; одна з колон біженців із Грозного була розбомблена після повернення. Повідомляється, що вулиці міста після нападу були майже порожніми, оскільки ті жителі, які ще не втекли, були надто налякані, щоб ризикнути вийти на вулицю. Через два тижні офіційні особи чеченських сепаратистів оприлюднили оновлену кількість загиблих понад 280 осіб.
Були додаткові повідомлення про застосування тактичних ракет по Грозному, коли російські Сухопутні війська тримали в облозі та обстрілювали місто. Наприклад, під час нападу 27–28 жовтня було зруйновано будинки польових командирів Шаміля Басаєва та Арбі Бараєва та колишнього в.о. багатоповерховий житловий будинок і багато менших будинків) і жвава стоянка для таксі. Сам Басаєв заявив, що створив спецпідрозділ із смертників для проведення  "диверсій" у відповідь на ринкову атаку.  Басаєв і формування під назвою "Ріядус-Саліхінський розвідувально-диверсійний батальйон чеченських мучеників" взяли на себе відповідальність за серію терактів-смертників і масових інцидентів із захопленням заручників протягом наступних п’яти років, кульмінацією яких стала катастрофічна криза із заручниками в школі в Беслані у вересні 2004 року, яка забрала більше людей. понад 300 жертв.

## Відповідальність за напад та питання його законності
Напад був зустрінутий офіційним запереченням з боку російської влади, яка наполягала на тому, що під час вибухів не загинуло цивільне населення, і надала низку дуже різноманітних і суперечливих альтернативних пояснень. Незважаючи на раннє визнання російського військового речника в регіоні Олександра Веклича, ринок (російські офіційні особи зазвичай характеризували ринок як "ринок боєприпасів" і "штаб терористів" ) було знищено в ході «спеціальної операції, в якій ніякої артилерії чи авіації не було задіяно», Російський прем’єр-міністр Володимир Путін стверджував, що вибухи були результатом "зіткнення між бандами" і спростував інформацію про те, що російські війська будь-яким чином причетні до події в Грозному.  У цій версії до Путіна приєднався генерал армії Владислав Путілін, який заявив, що "збройні сили не мають до цієї справи ніякого відношення". Інший чиновник, начальник Центру громадських зв'язків ФСБ Олександр Зданович, заявив про самовибух боєприпасів, які там зберігалися, "тому що терористи вважали, що не буде повітряних і артилерійських ударів по місцях великого скупчення людей".  В іншій суперечливій версії, наданій першим заступником начальника Генштабу ЗС РФ генералом Валерієм Маніловим, йдеться про "швидку спецоперацію, незалежну від регулярних збройних сил", яка "привела до конфлікту між двома великими бандитськими угрупованнями, які здавна були ворогами". Це протистояння нібито призвело до випадкового вибуху "одного великого складу боєприпасів" під час нібито боїв у цьому районі. Пізніше деякі російські чиновники фактично припустили "терористичний акт, підготовлений самими терористами», а прес-служба російського Міноборони навіть назвала всіх, хто звинуватив Росію в різанині, "брехуном", звинувативши репортерів на місці події у "введенні в оману міжнародної спільноти". громадська думка".
Згідно зі звітом російської правозахисної організації " Меморіал", яка проаналізувала телевізійні кадри наслідків, про вибух "одного або кількох компактних потужних вибухових механізмів" на рівні землі в цьому випадку не може бути й мови, оскільки всі вертикальні елементи в рядах стійла залишилися стояти, а горизонтальні (тенти та навіси) були зруйновані та зламані. Крім того, ті, хто не був захищений накладним прикриттям, отримали множинні осколкові поранення, а на передньому плані були помітні характерні сліди від касетних (касетних) боєприпасів так званих «кулястих бомб» (боєприпаси, які використовуються в боєголовках ракет "Точка" і призначені для ураження незахищені живі сили на великих територіях). Нарешті, на місці події були знайдені очевидні фрагменти «величезних» ракет "земля-земля" та касетних касетних боєприпасів (як повідомив Бабицький). Раніше того ж місяця в російських ЗМІ з'явилися повідомлення про використання касетних тактичних ракет проти "терористів" у Чечні, які підтвердили біженці. "Мечеть і пологовий будинок, про які російська влада вирішила промовчати, безсумнівно, є цивільними об’єктами, напад на які прямо заборонено", – додали в "Меморіалі".
За даними Human Rights Watch, наявність торговців зброєю чи військових об’єктів на базарі не виправдовує "величезної сили", використаної проти ринку під час страйку, який міг бути незаконним. У своїй доповіді під назвою "Докази військових злочинів у Чечні" спостережна організація дійшла висновку: "Хоч є певні докази того, що могли існувати законні військові цілі, розташовані поблизу або в межах базару Грозного, розмір і масштаб вибухів у поєднанні з великою кількістю некомбатантів у безпосередній близькості, переконливо свідчить про те, що російська атака була вкрай непропорційною. Якби чеченський командир Шаміль Басаєв справді розмістив свою штаб-квартиру на ринку Грозного, це теж було б серйозним порушенням міжнародного права. Хоча чеченські бійці не є учасниками Женевської конвенції, як особи, які перебувають на території держави-учасниці Росії, вони зобов’язані поважати основне правило цивільного імунітету. Х'юман Райтс Вотч закликає чеченське командування негайно передислокувати свої війська, штаби та склади зброї з населених пунктів".
За даними HALO Trust, "Грозненський ринок... — це велика розгалужена територія дерев’яних яток, які щоранку розставляють, а вечорами заповнюють. Це еквівалент усіх ваших універмагів, зібраних в один. Таким чином, на одному відкритому майданчику розміром з пару спортивних майданчиків можна купити свіжий хліб, телевізор, весільну сукню, мішок цвяхів і АК-47. Кожна секція чітко позначена, а територія, де продається зброя, дуже маленька та розташована прямо на краю. Осередком руйнування було близько 150 м від території, відведеної для продажу зброї. Це було прямо над відділом одягу та їжі. З використанням таких боєприпасів у такому районі неможливо було не передбачити величезних супутніх збитків.
У дослідженні Управління іноземних військових досліджень було оцінено: "Здійснюючи несподіваний і загрозливий крок, федеральні сили значною мірою покладалися на паливо-повітряну вибухівку та тактичні ракети (SCUD і SCARAB). (...) Такі удари були розраховані на максимальний психологічний тиск — щоб продемонструвати безперспективність подальшого опору ворогу, який міг завдавати ударів безкарно і був невразливим для контрзаходів". Генерал-майор Володимир Шаманов, командувач російськими військами в Чечні, сказав, що рішення про атаку було прийнято на найвищому рівні ("самий верх" і "вищий начальник"), маючи на увазі принаймні знання Володимира Путіна і президента Єльцина . Таку ж думку висловив президент Інгушетії Руслан Аушев. За словами генерала Червоної армії у відставці, ветерана радянсько-афганської війни Аушева, ймовірно, ракети були випущені з бази 58-ї армії поблизу села Тарське в Північній Осетії.

## Світова реакція
Європейський Союз Президент Європейського парламенту лорд Рассел-Джонстон висловив шок від кількості загиблих і звинуватив російську владу в порушеннях прав людини та законодавчої діяльності. Президент Європейського Союзу Пааво Ліппонен з Фінляндії заявив, що група "глибоко стурбована погіршенням ситуації" в Чечні. Канцлер Німеччини Герхард Шредер засудив "різанину на ринку Грозного", а німецькі політики закликали ввести санкції проти Росії. Європейські лідери також вимагали від Путіна представити план припинення війни в Чечні.
 ООН Генеральний секретар ООН Кофі Аннан виступив із заявою, в якій висловив "сильну надію на те, що в поточному конфлікті буде вжито особливих заходів, щоб уникнути невинних жертв серед цивільного населення, і що положення гуманітарного права під час збройного конфлікту будуть дотримані".
 США Речник Білого дому Джо Локхарт заявив, що є "суперечливі повідомлення та заяви" про вибухи, але "очевидно те, що там трагічна ситуація з жахливими втратами людей". Держсекретар США Мадлен Олбрайт назвала цей інцидент "жалюгідним і зловісним" і заявила, що росіяни повинні були навчитися під час попередньої війни в Чечні, що "такий вид насильства не є рішенням".
Amnesty International заявила, що "навіть якщо припустити, що ця зброя (яка продається на кількох кіосках в одному кутку ринку) справді була ціллю атаки, використання російськими силами фугасної зброї на ринку, переповненому цивільними особами, свідчить про те, що це напад міг бути невибірковим у розумінні статті 51 Додаткового протоколу I до Женевських конвенцій, учасником яких є Російська Федерація, і, отже, серйозним порушенням цього Протоколу". У зв'язку з цим та іншими випадками жертв серед цивільного населення в Чечні організація закликала Росію:
дотримуватися положень міжнародного гуманітарного права, які забороняють невибіркові атаки та прямі атаки на цивільних осіб та цивільні об’єкти, і тому повинні негайно утриматися від здійснення будь-яких таких нападів у контексті її військового наступу в Чечні і вжити достатніх запобіжних заходів для захисту цивільних осіб. На додаток до вибору та перевірки цілей на предмет їхньої справжньої військової значущості, вона повинна надавати цивільним особам ефективне завчасне попередження про свої атаки – "якщо обставини не дозволяють" – відповідно до міжнародного гуманітарного права. Інші правила вимагають вжиття особливих запобіжних заходів під час нападу, включаючи утримання від нападу, якщо стає очевидним, що ціль не є військовою, або напад ризикує бути непропорційним військовій меті. (...) Російська влада має провести комплексне та неупереджене розслідування ймовірних порушень міжнародного гуманітарного права, таких як прямі напади на цивільних осіб та цивільні об’єкти, включаючи лікарні та медичні транспортні засоби, які, як повідомляється, мали місце під час їхнього військового наступу в Чечні. Уряд повинен притягнути до відповідальності всіх військових і державних службовців, винних у таких порушеннях. Російський уряд повинен негайно надати безпечний доступ до Чечні групі міжнародних слідчих для проведення незалежного розслідування звинувачень у порушеннях міжнародного гуманітарного права, встановлення істини та виявлення винних.
Комітет із захисту журналістів висловив протест проти смерті Супіана Епендієва у відкритому листі до президента Єльцина, тоді як Human Rights Watch заявила, що напад "можливо, був серйозним порушенням законів війни" та закликала російську владу енергійно розслідувати це інцидент і опублікувати свої висновки.

## Дивіться також
- Битва за Грозний (1999-2000)
- російські військові злочини
- ОТР-21 Точка
- Друга чеченська війна злочини і тероризм
- Бомбардування терористів